# Босе (Горња Савоја)
Босе (фр. Bossey) насеље је и општина у источној Француској у региону Рона-Алпи, у департману Горња Савоја која припада префектури Сен Жилијен ан Женвоа.
По подацима из 2011. године у општини је живело 765 становника, а густина насељености је износила 197,16 становника/km². Општина се простире на површини од 3,88 km². Налази се на средњој надморској висини од 447 метара (максималној 1.251 m, а минималној 430 m).

## Демографија
| 1962. | 1968. | 1975. | 1982. | 1990. | 1999. | 2011. |
| ----- | ----- | ----- | ----- | ----- | ----- | ----- |
| 387   | 419   | 525   | 450   | 486   | 545   | 765   |

График промене броја становника у току последњих година